# Naxi, Luzhou
Naxi är ett stadsdistrikt i Luzhou i Sichuan-provinsen i sydvästra Kina. Det ligger omkring 250 kilometer sydost om provinshuvudstaden Chengdu. 
Före 1995 var Naxi namn på ett härad, Naxi Xian. Detta delades då i de båda stadsdistrikten Naxi, och Longmatan.